# Faculté de droit de l'Université de Montréal
La Faculté de droit est l'une des trois facultés originelles de l'Université de Montréal. Au premier cycle, elle offre principalement le baccalauréat en droit, qui permet l'accès aux professions d'avocat et de notaire au Québec. L'actuelle doyenne est France Houle.

## Historique
La Faculté de droit a été officiellement inaugurée le 1er octobre 1878 au Cabinet de lecture paroissal des Sulpiciens, rue Notre-Dame, bien que des cours étaient déjà donnés à ce moment. De 1884 à 1889, la Faculté est installée au Château de Ramezay, avant de déménager dans un édifice face à l'hôtel de ville de Montréal. Puis, en 1885, elle s'installe sur la rue Saint-Denis.
En 1942, les cours sont dispensés dans le pavillon Roger-Gaudry de l'Université de Montréal. Ce ne sera qu'en 1968 que la Faculté occupera ses locaux actuels, dans le Pavillon Maximilien-Caron. Depuis 1962, le Centre de recherche en droit public est rattaché à la faculté de droit.
En 2003, la Faculté avait diplômé quelque 13 500 étudiants de premier cycle au cours de son existence.
La faculté offre désormais un certificat ainsi qu'un microprogramme en droit pour permettre aux individus qui veulent obtenir une connaissance de base des principles et concepts juridiques pour leur aider dans le milieu de travail.

## Diplômés illustres

### Premiers ministres du Québec (en ordre chronologique)
- Lomer Gouin, Premier ministre du Québec (1905-1920)
- Maurice Duplessis, Premier ministre du Québec (1936–1939, 1944-1959)
- Daniel Johnson (père), Premier ministre du Québec (1966–1968)
- Robert Bourassa, Premier ministre du Québec (1970–1976, 1985-1994)
- Pierre Marc Johnson, Premier ministre du Québec (1985)
- Daniel Johnson (fils), Premier ministre du Québec (1994)
- Bernard Landry, Premier ministre du Québec (2001–2003)

### Autres
- Louise Arbour, juge à la Cour suprême du Canada (1999-2004)
- Antonio Lamer, juge à la Cour suprême du Canada (1990–2000)
- Pierre-Karl Péladeau, ancien PDG de Québecor
- Pierre Eliott Trudeau, Premier ministre du Canada (1968–1979, 1980-1984)

## Programme d'études
1er cycle:
- le baccalauréat en trois années à temps plein
2e cycle:
- LLM
- DESS
3e cycle
- doctorat